# Dumnacos
Dumnacos, Dumnac ou Dumnacus était le duce (Duc) des Andécaves (Anjou), pendant la guerre des Gaules. Il est connu grâce au 8e livre des Commentaires sur la Guerre des Gaules qui est un ajout de Aulus Hirtius au récit de Jules César.

## Biographie
En -51, à l'aide de milliers d'hommes, il assiégea Limonum, capitale des Pictons. Ces derniers s'étaient soumis aux Romains. Duratios, leur chef, en informa le légat  Caninius qui redirigea ses légions vers Limonum. Dumnacus décida alors d'attaquer le camp des Romains, en vain. Ce n'est pourtant qu'avec le secours du légat Fabius que les Andécaves seront définitivement chassés et vaincus.
Depuis 1887, Dumnac a sa statue de pierre aux Ponts-de-Cé, au milieu du pont qui enjambe la Loire. Elle est l'œuvre de Louis Noël.